# Џејкоб Пулен
Џејкоб Еверс Пулен (енгл. Jacob Everse Pullen; Мејвуд, Илиноис, 10. новембар 1989) амерички је кошаркаш. Игра на позицији плејмејкера. Као натурализовани кошаркаш је наступао за репрезентацију Грузије.

## Каријера

### Клупска
Пулен је студирао на универзитету Канзас Стејт. Након четири године на колеџу, изашао је на НБА драфт 2011. године. Након што се није нашао у 60 играча који су изабрани на поменутом драфту, Пулен је дошао у Европу. Прву професионалну сезону је одиграо у Бјели, а сезону 2012/13. је почео у Хапоелу из Јерусалима, а завршио у Виртусу из Болоње. У првенству Италије одиграо је осам утакмица и имао је учинак од 22,4 поена, 1.4 скокова и 1,9 асистенција.
За сезону 2013/14. Пулен је потписао за Барселону. Остаће упамћено у тој сезони да је у АЦБ лиги у победи над Ваљадолидом 8. марта 2014. постигао чак 12 тројки, поставивши тако рекорд по броју убачених тројки у једној утакмици АЦБ лиге. Ипак није успео да се избори за значајнију улогу у Барселони. У Евролиги је просечно бележио свега 4,9 поена и 1,7 асистенција по мечу. Освојио је на крају сезоне АЦБ лигу.
У августу 2014. потписао је са кинеским Љаонингом, али је из те екипе отишао пре него што је почела сезона и прешао у Севиљу. Тамо је одиграо неколико утакмица, и раскинуо уговор у новембру, а истог месеца је потписао за Бриндизи. Бриндизи је са Пуленом као носиоцем игре регуларну сезону Серије А завршио на шестом месту, након чега су испали у четвртфиналу плејофа, а до четвртфинала је Бриндизи стигао и у ФИБА Еврочеленџу. И у Серији А и у Еврочеленџу Пулен је био други стрелац и први асистент своје екипе. У Италији је имао просек од 14 поена и 3,1 асистенције, а у Еврочеленџу је бележио 14,2 поена и 3,7 асистенције.
За сезону 2015/16. Пулен је потписао уговор са Цедевитом. Са њима је освојио Првенство и Куп Хрватске. Био је и уврштен у идеалну петорку Јадранске лиге. Крајем септембра 2016. потписао је једномесечни уговор са Химкијем. Касније је продужио тај уговор и остао са руским клубом до краја сезоне.
Дана 22. септембра 2017. године потписао је за Филаделфија севентисиксерсе. Одиграо је током сезоне 2017/18. само три утакмице за Филаделфију а био је и уступљен Делавер ејтисевенерсима у НБА развојној лиги. Јануара 2018. је потписао за ирански Махрам Техеран да би завршницу сезоне 2017/18. одиграо за турског друголигаша Афјонкарахисар којем је помогао да се пласира у Суперлигу Турске.
Дана 1. новембра 2018. године се вратио у Цедевиту.

### Репрезентативна
Пулен је у августу 2012. добио грузијско држављанство и стекао право да игра за репрезентацију Грузије. Био је део тима селектора Игора Кокошкова у успешним квалификацијама за Европско првенство 2013. у Словенији. Није заиграо на ЕП 2013. али је зато свој деби на великом такмичењу имао на Европском првенству 2015. године.

## Успеси

### Клупски
- Барселона:
  - Првенство Шпаније (1): 2013/14.
- Цедевита:
  - Првенство Хрватске (1): 2015/16.
  - Куп Хрватске (2): 2016, 2019.
- Цедевита Олимпија:
  - Првенство Словеније (1): 2021/22.
  - Куп Словеније (1): 2022.
  - Суперкуп Словеније (1): 2021.

### Појединачни
- Идеална стартна петорка Јадранске лиге (2): 2015/16, 2018/19.